# Ахмадиев, Мурад
Мурад Ахмадиев (азерб. Murad Əhmədiyev; род. 6 сентября 2001, Балакенский район) — азербайджанский борец греко-римского стиля, выступающий в весовой категории до 97 кг. Член национальной сборной Азербайджана по греко-римской борьбе. Чемпион Азербайджана среди взрослых (2023), чемпион Европы среди спортсменов до 23 лет (2023), бронзовый призёр чемпионата Европы среди спортсменов до 23 лет (2024).

## Биография
Мурад Ахмадиев родился 6 сентября 2001 года в Балакенском районе Азербайджана. Вырос в родном районе. Является воспитанником Балакенской школы борьбы.
В декабре 2022 года выиграл серебро на чемпионате Азербайджана среди взрослых в весовой категории до 92 кг вольной борьбы.
В марте 2023 года Ахмадиев выиграл чемпионат Европы среди спортсменов до 23 лет, который прошёл в столице Румынии Бухаресте. В финале азербайджанский борец одолел венгра Алекса Шоке. При этом Ахмадиев выступал в весовой категории до 97 кг, когда сам весил всего 92 кг. В октябре этого же года занял 5-е место на чемпионате мира среди спортсменов до 23 лет, который прошёл в столице Албании Тиране.
В декабре 2023 года Ахмадиев, выступая за клуб «Серхедчи» и Балакенский район, выиграл чемпионат Азербайджана среди взрослых, одолев в финале весовой категории до 97 кг Мурада Локьяева.
В феврале 2024 года выступил на чемпионате Европы среди взрослых в Бухаресте, но проиграл в стартовой схватке. В апреле 2024 года принимал участие на Европейском квалификационном турнире в Баку. Одолев в 1/8 финала Александара Стьепанетича из Швеции, Ахмадиев в четвертьфинале уступил Лукасу Лазогианису из Германии. В мае этого же года на Мировом квалификационном турнире в Стамбуле Мурад Ахмадиев проиграл 1/8 финала японскому спортсмену Юри Наказато, чьё поражение в полуфинале лишило Азербайджан шанса добыть шестую лицензию в греко-римской борьбе в весе до 97 кг.
В мае 2024 года Мурад Ахмадиев выиграл бронзу на чемпионате Европы среди спортсменов до 23 лет в Баку.
В апреле 2025 года принял участие на чемпионате Европы в Братиславе, но в 1/8 финала уступил Миндаугасу Венкайтису из Литвы.

## Спортивные достижения
- Чемпионат Европы по борьбе 2023 U23 —
- Чемпионат Азербайджана по борьбе 2023 —
- Чемпионат Азербайджана по борьбе 2024 —